# Barcelona ponte guapa

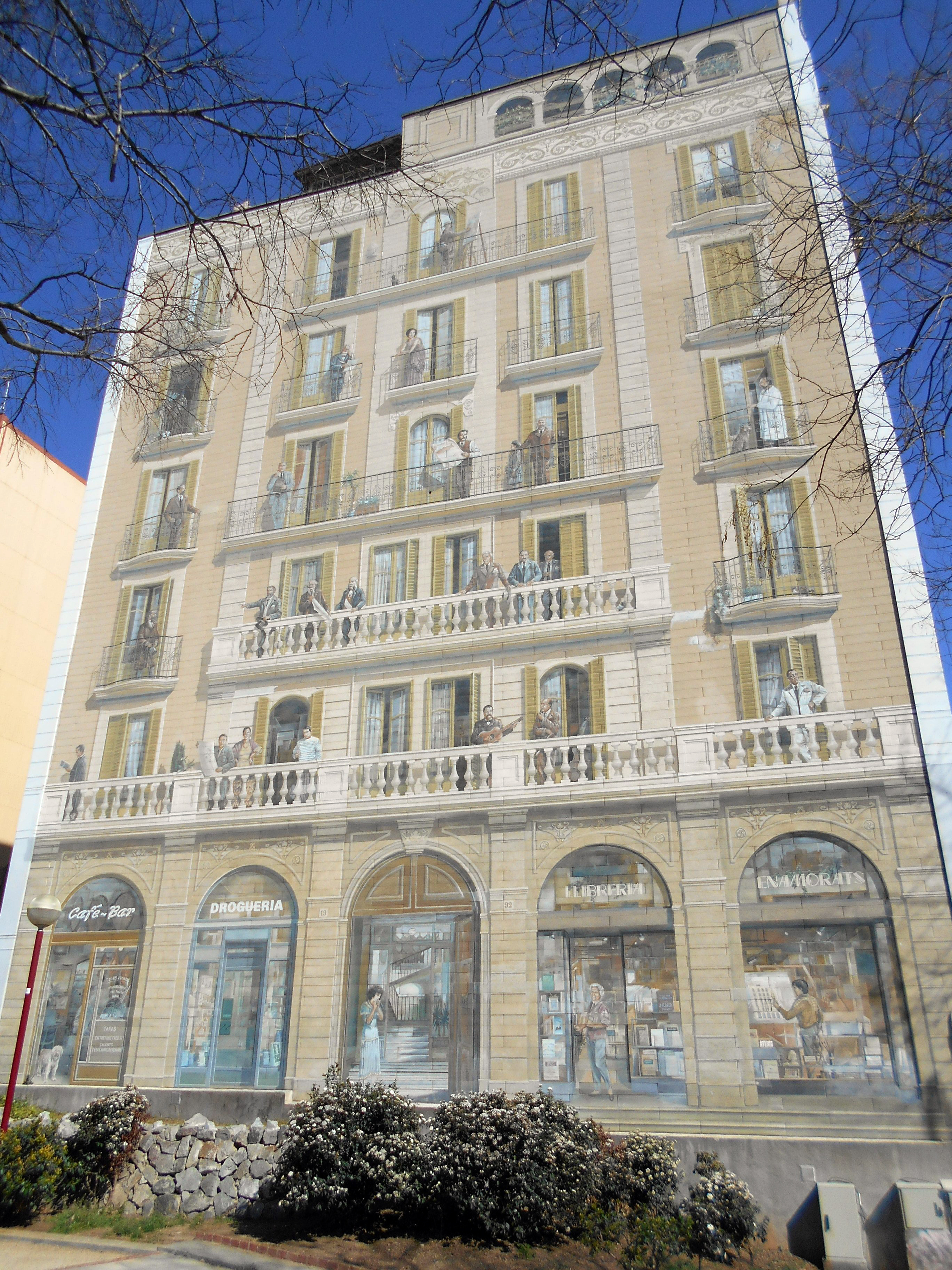
Balcones de Barcelona (1992), de Cité de la Création, plaza de la Hispanidad.

Barcelona ponte guapa (en catalán: Barcelona posa't guapa) fue una campaña de comunicación emprendida por el Ayuntamiento de Barcelona para dar a conocer el Programa de Medidas para la Protección y Mejora del Paisaje Urbano, dirigida a fomentar la rehabilitación de edificios y de otros elementos arquitectónicos de la ciudad. La campaña, nacida el 11 de diciembre de 1985, fue dirigida hasta el año 2001 por Ferran Ferrer Viana, y contó como director técnico con Josep Emili Hernández-Cros, reemplazado en 1987 por Josep Manuel Clavillé. La campaña se desarrolló en diversas fases: 1986-1988, 1990, 1992-1994, 1998-1999, 2000-2001, 2007 y 2009. En ese tiempo se restauraron unos 27 000 edificios, un tercio del total de la ciudad, y se invirtieron unos 100 millones de euros.

## Orígenes y desarrollo
La campaña se centró en la rehabilitación de fachadas de edificios y de monumentos, así como de adecuación de paredes medianeras. Los distintos cambios en la regulación urbanística habían provocado con el tiempo que muchos edificios de la ciudad estuviesen a distintas alturas o tuviesen diferentes alineaciones, por lo que muchas paredes medianeras habían quedado a la vista, con el efecto antiestético que ello comportaba. La campaña se emprendió pues con vistas a la mejora del paisaje urbano, y contó con la colaboración de diversas empresas y entidades que patrocinaron las restauraciones.
La iniciativa recibió algunas críticas, ya que la financiación particular provocó ciertas derivaciones publicitarias y la preponderancia de los aspectos cuantitativos sobre los cualitativos, al tiempo que primaron los criterios de rentabilidad política sobre el aspecto social.
Algunas de las actuaciones fueron las siguientes: Av. Mare de Déu de Montserrat, 6; Riego, 43; Sants, 99; Plaza del Mercat de Sarrià; Gran de Gràcia, 172; Gran de Gràcia, 264; Marina, 226; Pelayo, 3; Samaniego, s/n; Plaza de la Pomera/calle de Rubén Darío; General Mitre/Tres Torres; General Mitre/Berna; calle de Sant Pere més Baix; Mural de Vallcarca; Plaza de Salvador Allende; La Farinera del Clot (Ter, 10); Capellans;  Plaza de les Olles; Mural dels Gats (Xuclà/Pintor Fortuny); Escuela Vedruna (Plaza dels Àngels); Murales del Bon Pastor; Av. Francesc Cambó (tienda Pavía); Balcones de Barcelona, plaza de la Hispanidad; Macromural de entrada al parque de Can Sabaté; Arte poética y poema visual (València, 252); Franz Platko (Travessera de les Corts, 72); Joan Brossa (plaza de la Prosperidad); Medianera de los objetos (Pescadors, 85).
En estas restauraciones participaron arquitectos como: Pepita Teixidor, Andreu Arriola, Federico Correa, Yago Conde, Esteve y Robert Terradas, María Luisa Aguado, Josep Corretja, Joan Manuel Clavillé, etc.; o bien artistas o diseñadores como: Cité de la Création, Joan Barjau, Gabriel Poblet, Joan Manuel Nicolàs, Luis Archilla, Bernardo Gago, José Manuel Pinillo, Antoni Gabarre, etc.